# Thionia puertoricensis
Thionia puertoricensis är en insektsart som beskrevs av Caldwell och Martorell 1951. Thionia puertoricensis ingår i släktet Thionia och familjen sköldstritar. Inga underarter finns listade i Catalogue of Life.